# Krzywek
Krzywek (Jezioro Krzywe) – jezioro w Polsce położone w województwie warmińsko-mazurskim, w powiecie szczycieńskim, w gminie Pasym.

## Dane
- Powierzchnia - poniżej 5 ha
- Typ - linowo-szczupakowe
  - jezioro otwarte poprzez cieki:
  - wpływa do niego ciek z jeziora Giławy
  - wypływa z niego ciek, który łączy się ze strugą wypływającą z Wadąga i po przepłynięciu kilku jezior kończą swój bieg w Pisie

## Opis
Jezioro wąskie i bardzo mocno wydłużone z północy na południe. Wysokie i strome brzegi otoczone polami, kępami lasu, a od północy łąkami.